# إيمان السيد (فنانة فلسطينية)
ايمان السيد (ولدت 1984) فنانة فلسطينية الجنسية والتي يركز عملها على الطرائق والتكرار. انهاتقوم بالتحقيق وتقصى الأحوال الإنسانية والتوابع الاجتماعية السياسية الناتجة عن الترحال، السيد تستخدم وسائل الإعلام مختلفة في عملها، متنوعة ما بين التماثيل، وتركيب الصور المتحركة، الصوت والكلمات.
عنها
تخرجت السيد بدرجة الماجيستير في الفنون الجميلة من كلية يوتريخت للفنون البصرية والتصميم، وحاصلة أيضا على بكالوريوس الفنون الجميلة في فن النحت بالشارقة. استمرت في دراسة حقوق الإنسان، علم المتاحف، الVjing والميتافيزيقا في مرحلة تالية. لقد شاركت في العديد من المعارض والأماكن بمختلف البلاد واعدت الكثير من ورش العمل في النحت والطباعة في الإمارات العربية المتحدة. السيد الآن تعمل على الكتابة والبحث في الفن والمشهد السياسي في العالم العربي بشكل عام والتسجيل والتأريخ بشكل خاص. وتظل إلى الآن تتعاون مع الفنانين والأمناء، للعمل على المشروعات ذات المجالات المتعددة.

## المعارض
- أرجحية: قبل أن تطلب مني البقاء، جامعة يوترخت، 2015

شادر البحث، دورة فينيسيا، فينيسيا 2015
- غرفة الغليان، المعرض الأكاديمي، يوتركت 2014[5]
- الحسابات المعلقة، مؤسسة قطن، رامالله 2014[6][7]
- معرض ذات الطابع الترفيهي، معرض الفن الكرتوني، دبي
- مجاعة، مركز المجتمع المسرحي والفنون بدبي 2013

الصورة الكبيرة، مركز المجتمع المسرحي والفنون بدبي 2013
- مهرجان فج، إسطنبول (2011)
- في وضعه الأصلي، مرطبان مربى، دبي (2009)[8]
- روائع الفضاء، مؤسسة الفضاء، روما (2008)[9]
- إحساس قوي يإنشاء الأشياء، رواق، الشارقة (2008)
- الحركة التقدمية، مروج، دبي (2007)
- ناقص الواقع، معرض هجوم الواقع، دبي (2007)[10]
- الحقيبة، معرض اسكندرية، الأسكندرية (2007)
- خروج، متحف الفن الشارقة، الشارقة